# Александру Мачедонскі
Александру Мачедонски (рум. Alexandru Macedonski, *14 березня 1854, Бухарест — †24 листопада 1920, Бухарест) — румунський поет, прозаїк, драматург, літературний критик.

## Біографія
Відомий насамперед тим, що він сприяв поширенню французького символізму в своїй рідній країні, і керував румунським рухом символістів під час його ранніх років. Був предтечею місцевої модерністської літератури, він є першим румунським автором, який використав вільний вірш, а деякі стверджували, що став першим в сучасній європейській літературі. В рамках румунської літератури, Мачедонски розглядається критиками як другий національний поет після Міхая Емінеску, як лідер в космополітичної і естетичних тенденцій формувалися навколо його журналу Literatorul, він був діаметрально протилежний від традиціоналізму Емінеску та його школи.
Навчався за кордоном і в Бухаресті.

## Твори
Перші поетичні спроби зібрані в книзі під латинською назвою «Prima verba» («Перше слово», 1872). Видавав прогресивну газету «Олтул» («Oltul», 1873-1876). У 1880 заснував журнал «Літераторул» («Literatorul») і літературне товариство під тією ж назвою. Автор збірок віршів «Надзвичайний» (1897), «Священні квіти» (1912), а також «Поеми рондо» (видана 1927). Прагнув до оновлення румунської лірики. Так з'явилася теорія «інструменталізму», або неоромантизму, що поклала початок румунському символізму (стаття «Поезія майбутнього», 1892). Але формальні пошуки не стали визначальним фактором у його творчості, пронизаній демократичними ідеями.
Автор роману «Тихоокеанський Дредноут», повісті «Комета Одореску», статті «Поезія майбутнього».

## Спадщина

### Монета на честь поета Александру Мачедонски
Національний банк Румунії 20 травня 2009 випустив в обіг пам'ятні срібні монети, присвячені 155-річчю від дня народження румунського поета Александру Мачедонски.
На аверсі монет зображено подорожній верхи на верблюді, що бреде по пустелі в сторону міражу священного замку. Також тут викарбувані рядки з поеми автора «Груднева ніч»:
| And he hurries to reach them, / Albeit he well knows of their deceit / Of topaz gates and silver towers. |
та зображені герб Румунії, вказані номінал і рік випуску монет — 2009.
На реверсі можна побачити портрет поета, букет троянд — його улюблених квітів, а також роки життя — 1854-1920.
Похований в Бухаресті на меморіальному цвинтарі Беллу.